# Горінчівська сільська територіальна громада
Горінчівська сільська громада — об'єднана територіальна громада в Україні, в Хустському районі Закарпатської області. Адміністративний центр — село Горінчово. 
Площа становить 223,6 км². Населення - 12785 ос. (2020р.).
Утворена 12 червня 2020 року шляхом об'єднання Горінчівської, Березівської, Монастирецької і Нижньобистрівської сільських рад Хустського району.

## Населені пункти
У складі громади 16 сіл:
- Горінчово
- Ділок
- Кутлаш
- Посіч
- Сюрюк
- Березово
- Гонцош
- Ряпідь
- Монастирець
- Медвежий
- Облаз
- Поточок
- Тополин
- Нижній Бистрий
- Противень
- Широке